# Parapsicephalus purdoni
Parapsicephalus purdoni — вид птерозаврів, що існував на території сучасної Європи у ранній юрі (182 млн років тому).

## Історія досліджень
Рештки птерозавра були зібрані у 1880-х роках преподобним Д. В. Пердоном із сланцевого кар'єру Loftus Alum Shale у Лофтусі, Північний Йоркшир (Англія). Відкладення кар'єру є частиною верхньої частини формації Вітбі Мадстоун, що датується віком 182 млн років (тоарський ярус). Зразок складається з часткового черепа без морди, але з детальним ендокастом мозку. Зразок був описаний Едвіном Таллі Ньютоном, який позичив його у преподобного Пердона в 1888 році. Він описав його як вид Scaphognathus purdoni і назвав на честь Пердона. Ф. Плінінгер згодом порівняв зразок із Campylognathoides і висловив думку, що він не такий близький до Scaphognathus, як припускав Ньютон. Пізніше, у 1919 році, Ґустав фон Артабер на основі форми верхньої частини черепа, подовжених ніздрів і передлобних кісток, великого переднього вікна й очної ямки, глибокої яремної кишки та наявності семи зубів у щелепі, віднесеніс вид до нового роду Parapsicephalus.
Голотип зберігається в Британській геологічній службі в Ківорті (Ноттінгемшир).